# Kris Statlander
Kristen Stadtlander (nacida el 7 de agosto de 1995) es una luchadora profesional estadounidense, más conocida bajo el nombre de Kris Statlander quien actualmente trabaja en All Elite Wrestling (AEW). Ella es muy conocida por competir en Beyond Wrestling, Women Superstars United y en otras empresas independientes.

## Primeros años
Statlander nació en West Islip, Nueva York. Después de trabajar profesionalmente como doble de dobles, comenzó su entrenamiento profesional de lucha libre con Pat Buck y Curt Hawkins en Create A Pro Wrestling Academy en Hicksville, Nueva York en 2016. Statlander se convirtió en la primera mujer graduada en esa dicha empresa.

## Carrera

### Circuito independiente (2017-presente)
Statlander hizo su debut en la lucha libre profesional el 14 de junio de 2017. Statlander compitió en una lucha de intergénero contra Joey Janela en un evento para la empresa Beyond Wrestling en junio cayendo derrotada. Ella hizo su última aparición en Create A Pro Wrestling, la empresa bajo la cual se entrenó, el 20 de diciembre.
El 28 de diciembre en Windy City Classic XV de AAW Wrestling, Statlander logró derrotar a Jessicka Havok para ganar el Campeonato Femenino de AAW por primera vez.

### WWE (2019)
Statlander hizo una aparición en la WWE en SmackDown Live en abril de 2019, haciendo equipo con Karissa Rivera cayedo derrotadas contra las Campeonas Femeninas en Parejas de WWE The IIconics (Billie Kay & Peyton Royce).

### All Elite Wrestling (2019-presente)
Statlander hizo su debut en All Elite Wrestling (AEW) el 27 de noviembre, compitiendo en un combate por equipo junto a Big Swole contra Riho y Dr. Britt Baker D.M.D. en AEW Dark, donde Statlander y Swole fueron derrotadas. En diciembre, AEW anunció que Statlander ha firmado con la empresa. Después de su firma, el 18 de diciembre en el episodio de AEW Dynamite, Statlander derrotó a Baker para convertirse en la retadora por el Campeonato Mundial Femenino de AEW. El 8 de enero en Dynamite, Statlander cayó derrotada ante la campeona Riho tras la interferencia de Nightmare Collective (Awesome Kong, Brandi Rhodes, Dr. Luther & Mel).
En el AEW Dynamite emitido el 13 de mayo se enfrentó a Britt Baker, Hikaru Shida y a Penelope Ford en una Fatal-4 Way Match por una oportunidad al Campeonato Mundial Femenino de AEW de Nyla Rose en AEW Double or Nothing, sin embargo perdió ante Shida. En junio, Statlander sufrió una lesión de ligamento cruzado anterior durante un episodio de Dynamite. El 31 de marzo de 2021 en Dynamite, Statlander hizo su regreso apareciendo en una máquina de garras para atacar a Penelope Ford y ayudando a Best Friends (Chuck Taylor & Trent) a derrotar a Miro y Kip Sabian.
El 26 de julio de 2021 hizo equipo con Tay Conti para derrotar a The Bunny y a Madi Wrenkowski en un episodio de Dark Elevation.
Statlander regresó durante el evento AEW Double or Nothing del 28 de mayo del 2023 después de que la entonces campeona de TBS, Jade Cargill, venciera a Taya Valkyrie en una pelea por el título. Luego respondió al desafío abierto de Cargill a un partido improvisado que ganó, poniendo fin a la racha invicta de 60 partidos de Cargill y convirtiéndose en la nueva campeona de TBS.

## Campeonatos y logros
- AAW: Professional Wrestling Redefined
  - AAW Women's Championship (1 vez)

- All Elite Wrestling/AEW
  - AEW TBS Championship (1 vez)

- Beyond Wrestling
  - Treasure Hunter Tournament (2019)

- IWTV Independent Wrestling Championship
  - IWTV Independent Wrestling Championship (1 vez)

- New York Wrestling Connection
  - NYWC Starlet Championship (1 vez)

- Victory Pro Wrestling
  - VPW Women's Championship (2 veces)

- Women Superstars United
  - WSU World Championship] (1 vez)[15]
  - Interim WSU World Championship (1 vez)[16]
  - WSU Spirit Championship (1 vez)[17]

- Pro Wrestling Illustrated
  - Situada en el Nº100 en el PWI Female 100 en 2019.
  - Situada en el Nº32 en el PWI Female 100 en 2020.
  - Situada en el Nº26 en el PWI Female 100 en 2021.
  - Situada en el Nº125 en el PWI Female 100 en 2022.